# Hooligan

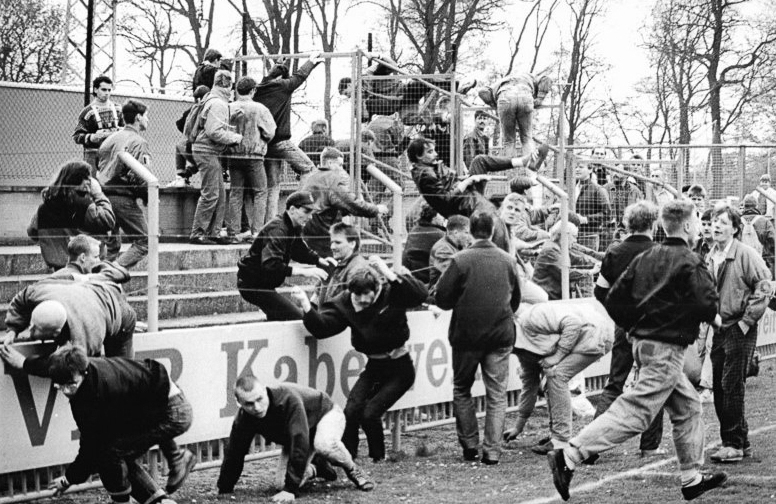
Ausschreitungen von Fans während eines Spiels (Leipzig 1990)

Als Hooligan (engl. „Rowdy“, „Rabauke“) wird im deutschen Sprachgebrauch eine Person bezeichnet, die vor allem im Rahmen bestimmter Großereignisse, wie beispielsweise bei Fußballspielen, durch aggressives Verhalten und Gewalt auffällt. Der Duden, der den Begriff 1991 aufnahm, definiert Hooligan als „meist im Gruppenverband auftretender Jugendlicher, dessen Verhalten von Randale und gewalttätigen Übergriffen bei öffentlichen Veranstaltungen (z. B. Fußballspielen) gekennzeichnet ist“. Verwendet wird auch das Kurzwort Hool insbesondere im Jargon sowie Hooliganismus für die Gesamtheit des Phänomens („Rowdytum“).

## Definition
Mit dem Begriff „Hooligans“ werden meist junge Männer bezeichnet, die sich in Gruppen im Umfeld von Fußballspielen oder anderen Großereignissen Schlägereien mit rivalisierenden Gruppen oder auch mit Sicherheitskräften wie der Polizei liefern. Diese können sich spontan beim Aufeinandertreffen der Gruppen bilden, finden teilweise aber auch organisiert an abgesprochenen Orten statt. Häufig gehen sie mit massiven Formen des Vandalismus sowie auch mit Gewalt gegen unbeteiligte Dritte einher. Die Beteiligten selbst betonen den Nervenkitzel und sehen ihr Verhalten eher als „Wettstreit unter harten Männern“ (Eckert, Steinmetz & Wetzstein, 2001). Zudem spiele das besondere Erleben in der Gruppe, das Zusammengehörigkeitsgefühl, gegenseitige Anerkennung und auch Machterleben eine Rolle. Historisch fanden bereits seit der Antike gewalttätige Ausschreitungen unter Zuschauern von Wettkämpfen statt, wobei diese in großen Gruppen organisiert waren und teilweise sogar erheblichen Einfluss auf Politik und weltliche Gewalt hatten. Dies schlug sich u. a. im Nika-Aufstand von 532 nieder, bei dem schließlich sogar ein Gegenkaiser ausgerufen wurde.
Im organisierten Fußball gab es sie bereits zu Anbeginn seiner Geschichte (Dunning, 1999; Frosdick & Marsh, 2005). Gelegentlich kommt es auch bei anderen Sportarten wie Eishockey, Rugby, Cricket oder American Football zu gewalttätigen Ausschreitungen im Publikum (Frosdick & Marsh, 2005), jedoch am häufigsten im Kontext des Kulturphänomens „Fußball“.
Die Hooligan-Bewegung stammt ursprünglich aus England und hat sich schnell ausgebreitet. In den 1950er und 1960er Jahren war dieses Rowdytum in Großbritannien auch bei Tanzveranstaltungen in Großstädten weit verbreitet. Die ersten Fälle randalierender Hooligans gehen bis ans Ende des 19. Jahrhunderts zurück. In der Fußball-Fankultur sind Hooligans von „normalen“ Fans, „Kutten“ und Ultras zu unterscheiden, da sie Gewalt „kultivieren“. Als Zwischenform wurde von Gunter A. Pilz die Bezeichnung Hooltras geprägt. Der Begriff wird in der Fanszene jedoch abgelehnt.

## Etymologie
Hooligan bzw. O’Hooligan ist ein irischer Nachname (irisch Ó hUallacháin, „Nachfahre des Uallachán“, Diminutiv zu uallach „launisch, reizbar, stolz, eitel“). Wie der Name zur Bezeichnung für Rowdys wurde, ist unklar. Häufig genannt wird eine fiktive irische Familie namens O’Hoolihan, die aufgrund ihrer Gewalttätigkeit Ende des 19. Jahrhunderts in einem Lied der britischen Music Halls erwähnt wurde sowie als ein Charakter in Cartoons auftauchte. 1898 wurde in einem Londoner Polizeibericht ein Ire namens Patrick Hoolihan (oder Hooligan) mit dem Spitznamen „Hooley“ als Randalierer und Anführer einer Jugendbande (O’Hooligan Boys) im Londoner Stadtteil Lambeth genannt.
Neben diesen Varianten scheint auch eine östliche (slawische) Herkunft möglich, da um 1900 der Begriff auch in Russland Verwendung fand. Erst seit den 1970er Jahren wurde der Begriff zunächst in England, seit Mitte der 1980er Jahre auch in Deutschland, im Kontext zur Fankultur im Fußball verwendet, während er vorher allgemein für Straßenkriminalität und Rowdytum stand.
Auch in den USA war der Begriff geläufig; so war z. B. eine Bande von Italo-Amerikanern in Ocean Hill, einem Stadtteil in Brownsville (New York), in den 1930er Jahren als Ocean Hill Hooligans bekannt. In der deutschen Sprache soll das Wort „Hooligan“ erstmals 1906 von Arthur Pfungst verwendet worden sein.
In der ungarischen Sprache wird huligán (als Substantiv sowie auch als Adjektiv) als allgemeine, abwertende Bezeichnung für (zumeist junge, männliche) Personen verwendet, die sich nicht den gesellschaftlichen Normen entsprechend verhalten.

## Sozialstruktur und Organisation
Das Phänomen des Hooliganismus wurde zunächst sozialstrukturell untersucht, wonach sich Jugendliche aus unteren sozialen Schichten früher und stärker an gleichaltrigen Gruppen orientieren. Demnach neigten sie, bedingt durch den erhöhten sozialen Druck, zu aggressiver Selbstbehauptung sowie kollektiver Abgrenzung zu anderen Gruppierungen. Für Jugendliche, deren familiäre Bindungen schwach oder gestört sind, biete sich der Anschluss an eine Fußball-Fangruppe zur Bildung einer kollektiven Identität an (Bohnsack, 1997; Dunnig, 1999; Pilz, 1996). Befunde empirischer Studien bestätigten solches aber nur teilweise; so gab es tatsächlich Hinweise auf schwierige Milieus (Armstrong 1998, Böttger 1998, Dunning 2000), jedoch wurden in anderen Studien auch eine Rekrutierung aus allen sozialen Schichten festgestellt (Pilz, 1995; Valk, 1995).
Seit Ende der 1970er Jahre kam es aufgrund des wirtschaftlichen Aufschwungs in Großbritannien zu einer Neuorientierung dieser Subkultur. So bildeten sich etwa in London und Liverpool die sogenannten Casuals, die sich durch eher hochpreisige Kleidung sowie das Fehlen von Fanutensilien wie Fanschals auszeichnen und damit bis heute in der Szene prägend wirken. Diese grenzen sich unter anderem zur Skinheadbewegung ab und zeigen ein Bedürfnis nach medialer Präsenz. Organisatorisch bildeten sie sogenannte Firms oder Crews, in denen etwa 150 Mitglieder zum Kern gehörten sowie weitere 500 als Mitläufer gedeutet werden. Zu den medial bekanntesten zählten die Headhunters, Anhänger des FC Chelsea, sowie die Inter City Firm, Anhänger von West Ham United. Nach wissenschaftlichen Einschätzungen gebe es aber keine strenge Hierarchie, vielmehr fuße sie auf Erfahrung und sozialer Stellung durch „Kampferfahrung“.

## Hooligans und Rechtsextremismus
In der britischen Hooliganszene wurden vor allem in den 1980er Jahren Kontakte zur National Front beobachtet (Harnischmacher, 2006). Andere Studien verneinen politische Motive eher (Lösel u. a., 2001), insbesondere, da Hooligans einen erhöhten Kontrolldruck seitens der Polizei befürchten und so ihre Tätigkeiten ungestört ausüben können. Zum Teil werden solche Kooperationen auch strikt abgelehnt. Zweckgemeinschaften würden jedoch mit rechtsextremen Skins und anderen neonazistischen Gruppen gebildet.
In Russland sind laut Beobachtern die Übergänge zwischen Rechtsextremen, Neonazis und Hooligans fließend. Die Hooligans werden vom Staat nicht bekämpft, weil sie loyal zum Kreml sind. Verschiedene behördliche Maßnahmen im Vorfeld der in Russland stattfindenden Fußball-WM 2018 wie verschärfte Strafen bei Ausschreitungen, Beleidigungen oder Propaganda im Stadion, verbesserten Identifikationsmöglichkeiten mittels spezieller Fan-ID und neuem Monitoringsystem sowie eines eingerichteten Offiziers für den Kampf gegen Diskriminierung und Rassismus im russischen Fußballverband führten jedoch zu einem Rückgang rechter Symbole im russischen Fußball. Allerdings schließen Beobachter nicht aus, dass es sich hierbei nur um einen kurzzeitigen Effekt im bevorstehenden Rampenlicht des WM-Turniers handelte.
Die bekannteste Hooligan-Gruppe aus Ungarn, die durch rassistische Sprechchöre und Affenlaute auffällt, ist die Carpathian Brigade.
In Deutschland wurde in Sachsen-Anhalt 2008 erstmals eine rechtsextremistische Hooligan-Schlägertruppe, die Blue White Street Elite, durch das Innenministerium verboten. Die Gruppe klagte gegen das Verbot. Nach Rückverweisung durch das Bundesverfassungsgericht im Revisionsverfahren wurde das Verbot im zweiten Rechtsgang vom Oberverwaltungsgericht Sachsen-Anhalt im Jahr 2010 aufgehoben. Das OVG kam zu der Erkenntnis, dass die Gruppe keine Vereinigung im Sinne des Vereinsgesetzes sei und das Verbot daher rechtswidrig ist (Az. 3 K 380/10).
Nach den von der „HoGeSa“ („Hooligans gegen Salafisten“) organisierten Krawallen in Köln am 26. Oktober 2014 kündigte das Bundesamt für Verfassungsschutz an, zu prüfen, inwieweit Hooligans von extremistischen Gruppen instrumentalisiert werden. Gemäß dem ehemaligen Bundesverfassungsschutzpräsident Maaßen seien die auf Gewaltausübung und Alkoholkonsum fixierten Hooligans zum größten Teil politisch desinteressiert und bislang kein Beobachtungsobjekt für den Verfassungsschutz.
Gewalt- und Fanforscher wie etwa Gunter Pilz oder Robert Claus sehen dagegen einen eindeutigen Zusammenhang zwischen Hooliganismus und Rechtsextremismus. Beide speisten sich aus Gewaltaffinität und Sozialdarwinismus. Wenn das „Faustrecht herrscht, das Recht des Stärkeren“, seien andere Menschen abwertende, nationalistische Gedanken sehr nahe. Pilz sieht die neue Hooliganszene „ganz eindeutig rechts orientiert“ und sieht nach den Ausschreitungen in Chemnitz 2018 „eine Renaissance des Hooliganismus auf dem rechtsradikalen Flügel.“ Noch in den 1980er-Jahren seien unter den Hooligans nur wenige dem rechten Spektrum zuzuordnen gewesen. Heute seien die Gruppen „ausgesprochen gut organisiert und vernetzt“ und könnten „sich stabsmäßig vorbereiten und ausgesprochen schnell reagieren.“ Bedrohliche Verbindungen existierten mit der Türsteher- und der Kampfsportszene, zudem sei die Szene „stark von russischen Hooligans bestimmt, die die Kampfsportevents organisieren.“ So sei die an den Krawallen beteiligte „Kaotic Chemnitz“ ähnlich wie die sogenannten NS-Boys aus dem Umfeld von „Hooligans-Nazis-Rassisten“ kurz HooNaRa entstanden und „war der Versuch mit einem politisch weniger verbrannten Namen wieder in die Fußballöffentlichkeit zu treten.“ Ähnliche Gruppierungen mit klar rechtsextremistischer Tendenz gibt es auch in anderen Städten wie etwa Dresden mit der Faust des Ostens.

## Prävention und Strafverfolgung in Deutschland
Die Polizei agiert in Deutschland mit szenekundigen Beamten in Zivil, die besonders gewaltbereite Personen an Spieltagen verstärkt beobachten bzw. mit Meldeauflagen belegen. Zur Gewaltprävention werden vielfältige Maßnahmen angesetzt, durch die sich Hooligans und normale Zuschauer besser identifizieren und überwachen lassen. Dabei werden die Hooligans mitunter als Begründung für die Notwendigkeit neuer Sicherheitsmaßnahmen herangezogen, wie z. B. die Videoüberwachung in den Städten anlässlich der Fußball-WM 2006.
1992 wurde die Zentrale Informationsstelle Sporteinsätze (ZIS) beim Landeskriminalamt Düsseldorf eingerichtet. Die ZIS registriert und beobachtet bundesweit Fußball-Gewalttäter im Rahmen der Datei und steht mit anderen Ländern über den internationalen Datenaustausch in Verbindung, um den Einlass von Hooligans in Stadien zu verhindern.
Vor der Fußball-Weltmeisterschaft 2006 wurden besonders schwere Ausschreitungen befürchtet, die jedoch größtenteils ausblieben. Allerdings wurden bei Aufeinandertreffen von Hooligans aus Deutschland, England und Kroatien in mehreren deutschen Städten (v. a. Dortmund, Stuttgart, Frankfurt am Main) mehrere hundert Personen festgenommen. Die größten Ausschreitungen gab es am Rande des Spieles Deutschland gegen Polen. In dessen Verlauf wurden in der Dortmunder Innenstadt 429 Personen festgenommen.
Während der Fußball-Europameisterschaft 2008 wurden noch vor dem ersten Spiel der deutschen Nationalmannschaft (erneut gegen Polen) ungefähr 150 Hooligans wegen des Verdachts auf Landfriedensbruch verhaftet und erst am nächsten Morgen wieder entlassen. Im Zuge der Spiele Kroatien gegen die Türkei sowie Niederlande gegen Russland kam es zu innerstädtischen Auseinandersetzungen der jeweiligen Fangruppierungen, welche ebenfalls zu Festnahmen führten.
Insbesondere aus dem Umfeld der Ultras wird das Vorgehen der Polizei oft als repressiv und unverhältnismäßig kritisiert sowie eine mangelnde Trennschärfe zwischen Hooligans, Ultras und „normalen“ Fußballfans bemängelt. Polizei, Kommunen und Vereine kritisieren hingegen, dass sich die Ultras nicht ausreichend an der Identifizierung von Tätern beteiligen und die Arbeit der Polizei durch Provokationen und mangelnde Kooperation erschweren. Ein gängiger Schlachtruf der Ultras lautet all cops are bastards (A.C.A.B.).
Die meisten Hooligan-Gruppierungen veranstalten ihre Aufeinandertreffen heute nur noch selten an bestimmten Spieltagen, sondern immer öfter bei Wald-und-Wiesen-Treffen fernab von den Begegnungen. Hierzu verabreden und treffen sich verschiedene Gruppierungen zur selbstinszenierten „dritten Halbzeit“ an ruhigen und verlassenen Orten, in Wäldern, auf Feldern oder auch in Gewerbegebieten. Dieses deviante Verhalten führt in der Regel zu Ermittlungsverfahren und Verurteilungen wegen Landfriedensbruchs und gefährlicher Körperverletzung.
Laut einer Bestätigung des Urteils des Landgerichts Dresden durch den Bundesgerichtshof 2015 können Hooligan-Gruppierungen vor Gericht als kriminelle Vereinigung eingestuft werden. Verhandelt wurde gegen Mitglieder der ehemaligen Hooligans Elbflorenz aus Dresden. Im Urteil hieß es: „Weil die Gruppierung der Angeklagten gerade auch auf die Ausübung von Tätlichkeiten im Rahmen von Schlägereien ausgerichtet war, bestand ihr Zweck und ihre Tätigkeit daher in der Begehung strafbarer (gefährlicher) Körperverletzungen.“ Diese seien, auch bei freiwilligen und geplanten Zusammenstößen verfeindeter Hooligan-Gruppen sittenwidrig und strafbar.

## Berichterstattung von Einzelfällen
Adrian Maleika war ein Fan von Werder Bremen und das erste Todesopfer bei Übergriffen von Hooligans in Deutschland. Beim DFB-Pokalspiel des Hamburger Sportvereins (HSV) gegen Werder Bremen am 16. Oktober 1982 in Hamburg kam es zu einem Zwischenfall, als Mitglieder der Hamburger Fan-Gruppierung Die Löwen einer Gruppe Werder-Fans auflauerten und diese angriffen. Dabei traf ein Stein den 16-jährigen Adrian Maleika am Kopf, die Angreifer traten anschließend noch weiter auf den am Boden liegenden Jungen ein. Maleika wurde ins Krankenhaus gebracht, starb jedoch am darauffolgenden Tag infolge der schweren Schädelverletzung.
Das in Deutschland wohl bekannteste Opfer randalierender Fußballhooligans ist der französische Gendarm Daniel Nivel. Am 21. Juni 1998 kam es im nordfranzösischen Lens nach dem Spiel Deutschland gegen Jugoslawien bei der Fußball-Weltmeisterschaft 1998 zu Straßenschlachten zwischen deutschen Hooligans und der Polizei. Nivel erlitt damals schwerste Kopfverletzungen, fiel sechs Wochen ins Koma und ist seitdem schwerbehindert. Die Bilder und Videos der Prügelszene gingen um die ganze Welt.

## Filme
- Hooligan (1985, Dokumentation, von Ian Stuttard)
- The Firm (1988)
- Undercover (1995, von Philip Davis)
- Ultra (1990)
- The Football Factory (2004, von Nick Love)
- Green Street Hooligans (2005, von Lexi Alexander)
- Rise of the Footsoldier (2007)
- Cass – Legend of a Hooligan (2008)
- The Firm – 3. Halbzeit (2009, Remake des Films von 1988)
- Awaydays (2009)
- 66/67 – Fairplay war gestern (2009)
- Gegengerade – 20359 St. Pauli (2011)
- Hooligans around the World (2013)
- Furioza (2021)
- Der Hooligan (2025)